# イリイチ製鉄所

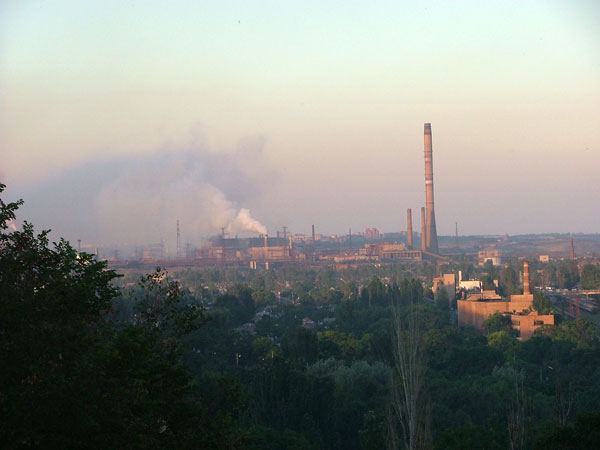
イリイチ製鉄所（2003年）

イリイチ製鉄所（イリイチせいてつじょ、ウクライナ語: Маріу́польський металургі́йний комбіна́т і́мені Ілліча́ –＝イリイチ名称マリウポリ冶金コンビナート、英語: Illich Steel and Iron Works）は、ウクライナのマリウポリにある製鉄所で、クリヴィー・リーフにある同国最大のクリヴォリジュスタリ製鉄所に次ぐ製鉄所である。
同じくマリウポリにあるアゾフスタリ製鉄所と共に、リナト・アフメトフが所有するSCM持株会社配下のメトインヴェストに所属している。
イリイチ製鉄所の歴史は古く、1896年に米国人のロスステインとスミス（Rothstein and Smith）がロシア帝国政府から製鉄の許可を得て始まった。マリウポリの場所は製鉄に必用な鉱石や燃料の産地に近く、輸送にも比較的便利であったためである。ロシア革命後の1920年代には銑鋼一貫製鉄所となり、国有化もされた。第二次世界大戦の困難な時期を経て、1950年代後半から1960年代には、製鉄所は高炉を新・増設するなど第二の発展時期を経て、1990年には私有化された。
2016年、それまではイリイチ製鉄所はウラジーミル・イリイチ・レーニンの名称を冠しているとしていたのを、時流の共産主義脱却に沿って、ウクライナ生れの冶金学者であるゾト・イリイチ・ネクラソフ（Zot Illich Nekrasov、1907ー1990年）の名称を冠しているとした。
最近では、イリイチ製鉄所はさまざまな種類の熱間圧延鋼と冷間圧延鋼を生産していて、造船用、石油パイプライン、ボーリングガスパイプライン、水道管などに使われている。また同所は、液化ガス用の亜鉛メッキ鋼とタンクを製造するウクライナで唯一の企業である。
2022年3月から始まったロシアのウクライナ侵攻のマリウポリの戦いで製鉄所は大きな損傷を受けて、4月13日にはロシア軍により急襲を受けた。

## 参照項目
- アゾフスタリ製鉄所
- メトインヴェスト